# Puchar Wysp Owczych w piłce nożnej (1977)
W 1977 roku odbyła się 31. edycja Pucharu Wysp Owczych. Brały w nim wówczas udział jedynie drużyny z pierwszej klasy rozgrywek na archipelagu. Finał zakończył się wynikiem, dającym zwycięstwo drużynie TB Tvøroyri nad VB Vágur. Turniej miał trzy fazy:
- Runda wstępna
- Półfinały
- Finał

## Uczestnicy
W Pucharze Wysp Owczych wzięły udział drużyny z najwyższego poziomu rozgrywek na archipelagu.
| 1. deild 1977 7 drużyn                                                                                |
| - B36 Tórshavn - Fram Tórshavn - HB Tórshavn - ÍF Fuglafjørður - KÍ Klaksvík - TB Tvøroyri - VB Vágur |

## Terminarz
| Runda         | Data pierwszego meczu | Data drugiego meczu |
| ------------- | --------------------- | ------------------- |
| Runda wstępna | 12 i 29 czerwca 1977  | nie rozgrywa się    |
| Półfinały     | 3 lipca 1977          | nie rozgrywa się    |
| Finał         | 21 sierpnia 1977      | 28 sierpnia 1977    |

## Przebieg rozgrywek

### Runda wstępna
| Drużyna 1       | Wynik   | Drużyna 2       |
| --------------- | ------- | --------------- |
| 12 czerwca 1977 |         |                 |
| VB Vágur        | 2:0     | B36 Tórshavn    |
| Fram Tórshavn   | 4:3 pd. | ÍF Fuglafjørður |
| 29 czerwca 1977 |         |                 |
| KÍ Klaksvík     | 2:4 pd. | HB Tórshavn     |
| TB Tvøroyri     | •       | wolny los       |

| 12 czerwca 1977 | VB Vágur                                    | 2:0   | B36 Tórshavn |                  |
|                 | Johannis Nielsen 63' · Mannbjørn Tausen 68' | (0:0) |              | á Eiðinum, Vágur |

| 12 czerwca 1977 | Fram Tórshavn                                                             | 4:3 (pd.)       | ÍF Fuglafjørður                                       |                                                                           |
|                 | Krisjan Christiansen 56' · Birgar Niclasen 61' · Líggjas Húsgarð 73', 99' | (0:1, 3:3, 4:3) | 30' (k.), 77' (k.) Dave R. Jones · 48' Birgir Thomsen | Gundadalur (ovari vøllur), Tórshavn Sędzia: Rudolf Niclasen (TB Tvøroyri) |
| Børge Hansen    | Dave R. Jones · Hans Elias Joensen                                        | (0:1, 3:3, 4:3) |                                                       | Gundadalur (ovari vøllur), Tórshavn Sędzia: Rudolf Niclasen (TB Tvøroyri) |

| 29 czerwca 1977 | KÍ Klaksvík    | 2:4 (pd.)  | HB Tórshavn                 |                |
|                 | Eiler Jacobsen | (2:1, 2:2) | Heri Nolsøe · John Eysturoy | á Mølini, Eiði |

### Półfinały
| Drużyna 1    | Wynik   | Drużyna 2     |
| ------------ | ------- | ------------- |
| 3 lipca 1977 |         |               |
| VB Vágur     | 3:1 pd. | Fram Tórshavn |
| TB Tvøroyri  | 6:2     | HB Tórshavn   |

| 3 lipca 1977 | VB Vágur                                                     | 3:1 (pd.)  | Fram Tórshavn   |                  |
|              | Johannis Nielsen 88' · Magni Eidesgaard · Páll Augustinussen | (0:0, 1:1) | Líggjas Húsgarð | á Eiðinum, Vágur |

| 3 lipca 1977 | TB Tvøroyri                                                                    | 6:2   | HB Tórshavn                    |                                                              |
|              | Trond Nolsøe · Ásmund Nolsøe · Delmar Joensen · Henrik Thomsen · Jack Petersen | (1:2) | Heri Nolsøe · Eyðfinn Lamhauge | Sevmýri, Tvøroyri Sędzia: Baldvin Baldvinsson (B36 Tórshavn) |
| Trond Nolsøe | Eyðun Dal-Christiansen                                                         | (1:2) |                                | Sevmýri, Tvøroyri Sędzia: Baldvin Baldvinsson (B36 Tórshavn) |

### Finał
| Drużyna 1                            | Wynik dwumeczu | Drużyna 2 | Pierwszy mecz | Drugi mecz |
| ------------------------------------ | -------------- | --------- | ------------- | ---------- |
| TB Tvøroyri                          | 4 – 3          | VB Vágur  | 1:3           | 3:0        |
| Po lewej gospodarz pierwszego meczu. |                |           |               |            |

#### Pierwszy mecz
| 21 sierpnia 1977 | TB Tvøroyri · Ásmund Nolsøe 40' | 1:3(1:2)Raport | VB Vágur · 15' Magni Eidesgaard · 44' Johannis Nielsen · 53' Mannbjørn Tausen | Sevmýri, Tvøroyri Widzów: 1500 Sędzia: Baldvin Baldvinsson (B36 Tórshavn) |
|                  | kartki: · Jens A. Johannesen    |                |                                                                               |                                                                           |

|               |   |                    |
|               |   |                    |
| BR            | ? | Gordon Hofgaard    |
| OB            | ? | Petur Hammer       |
| OB            | ? | Ásmund Nolsøe      |
| OB            | ? | Jens A. Johannesen |
| PO            | ? | John Rødgaard      |
| PO            | ? | Arni Petersen      |
| Trener:       |   |                    |
| John Rødgaard |   |                    |

|              |   |                     |
|              |   |                     |
| BR           | ? | Schandorff Vang     |
| OB           | ? | Magni Eidesgaard    |
| OB           | ? | Jákup Augustinussen |
| PO           | ? | Johannis Nielsen    |
| PO           | ? | Hanneman Müller     |
| PO           | ? | Páll Augustinussen  |
| PO           | ? | Bogi Mortensen      |
| NA           | ? | Mannbjørn Tausen    |
| Trener:      |   |                     |
| Jonhard Vest |   |                     |

#### Rewanż
| 28 sierpnia 1977 | VB Vágur | 0:3(0:1)Raport | TB Tvøroyri · 42' John Rødgaard · 63' Henrik Thomsen · 70' Ásmund Nolsøe | á Eiðinum, Vágur Sędzia: Magnus Mikkelsen (KÍ Klaksvík) |
|                  |          |                |                                                                          |                                                         |

|              |   |                     |
|              |   |                     |
| BR           | ? | Schandorff Vang     |
| OB           | ? | Magni Eidesgaard    |
| OB           | ? | Jákup Augustinussen |
| PO           | ? | Johannis Nielsen    |
| NA           | ? | Mannbjørn Tausen    |
| ??           | ? | Sjúrður Ludvig      |
| Trener:      |   |                     |
| Jonhard Vest |   |                     |

|               |   |                     |
|               |   |                     |
| BR            | ? | Gordon Hofgaard     |
| OB            | ? | Poul Laðanberg      |
| OB            | ? | Jens A. Johannesen  |
| OB            | ? | Ásmund Nolsøe       |
| OB            | ? | Poul Erik Smedemark |
| OB            | ? | Petur Hammer        |
| PO            | ? | John Rødgaard       |
| NA            | ? | Henrik Thomsen      |
| NA            | ? | Trond Nolsøe        |
| Trener:       |   |                     |
| John Rødgaard |   |                     |

| Zdobywca Pucharu Wysp Owczych 1977 |
| ---------------------------------- |
| TB Tvøroyri 5. tytuł               |